# 이성 (성우)
이성(1948년 12월 3일 ~ )은 대한민국의 성우이다. 1974년 MBC 6기 공채 성우로 데뷔하였다.

## 성우 출연

### 애니메이션
- 개구쟁이 태즈(MBC)
- 가이스터즈(MBC) - 해치
- 기동전사 건담 0083(MBC) - 키즈, 스코트
- 축구왕 슛돌이(SBS) - 베르티
- 우주보안관 장고(MBC)
- 유령대소동(MBC)
- 개구장이 조디(MBC)
- 고바리안(MBC) - 크리스토
- 수퍼보이(MBC)
- 마르코 폴로의 모험(MBC)
- 피터팬의 모험(MBC)
- 말괄량이 뱁스(MBC)
- 도단이(MBC)
- 바라타크(VIDEO) - 디키 / 부사령관
- 타이거마스크 2세(VIDEO)
- 캡틴 퓨처(VIDEO) - 오토
- 이집트 왕자 2: 요셉 이야기(VIDEO) - 이집트 왕

### 외화
- 캐치 미 이프 유 캔(SBS) - FBI 국장(크리스 엘리스) / 수표 전문가(맥스 커스틴) / 은행 직원
- 세가지 색 레드(SBS)
- 처음 만나는 자유(SBS)
- 테일러 오브 파나마(SBS)
- 세인트 엘모의 열정(SBS)
- 로미오 머스트 다이(SBS) - 이발소 주인(앨빈 샌더스) / 빅터(장쟁)
- 트루 크라임(SBS)
- 에어 포스 원(SBS)
- 사라의 미로여행(SBS)
- 상성 : 상처받은 도시(MBC) - 변호사(하국남)
- 도망자(MBC)
- 트루 라이즈(MBC) - 할레드 (마샬 마네쉬)
- 콘 에어(MBC) - 국장(존 로셀리우스)
- 상하이 나이츠(MBC)
- 은밀한 유혹(MBC)
- 장군의 딸(MBC)
- D-13(MBC)
- 겜블(MBC)
- 그로이저X(MBC)
- 트루먼 쇼(MBC) - 아버지(브라이언 델리트)
- 가위손(MBC) - 앨런 순경 (딕 안소니 윌리엄스)
- 우주탐사 2100년(MBC)
- 영웅신탐(MBC)
- 포레스트 검프(MBC)
- 007뷰투어킬(MBC)
- 폭풍의 질주(MBC)
- 소년 코나의 모험(MBC)
- 칠협오의(SBS)
- 에어 콘트롤(MBC)
- 더 팬(MBC)
- 미시시피 버닝(MBC)
- 더 퀸(MBC)
- 황후화(MBC)
- 더티 해리 4 - 써든 임팩트(MBC)
- 마스터 앤드 커맨더: 위대한 정복자(MBC) - 핀리(데이비드 스렐폴)
- 알렉산더(MBC) - 다리우스(라즈 디건)
- 동방불패(MBC) - 총관(금양화)
- 프로텍션(MBC)
- S.W.A.T. 특수기동대(MBC) - 그렉(레지 E. 캐시)
- 실버호크(MBC)
- 탑건(MBC)
- 사랑과 영혼(MBC)
- 창공의 여왕(MBC)
- 알리(MBC)
- 언터처블(MBC) - 카포네의 부하(델 크로즈)
- 비벌리힐즈의 아이들(MBC) - 스티브
- 볼링 포 콜럼바인(MBC)
- 사랑의 기쁨(MBC)
- 스타워즈 에피소드 5(MBC) - 라이켄 장군(브루스 바)
- 블레이드2(MBC) - 코우넨(카렐 로덴)
- 광부의 딸(MBC)
- 어머니 나를 다시 사랑해 주세요(MBC)
- 홍콩 미스터리(MBC)
- 머나먼 여정(MBC) - 산림 경비원(우디 에니)
- 블레이드(MBC)
- 빅 대디(MBC) - 집주인(데니스 듀간) / 운전자(조지 홀)
- 메리에겐 뭔가 특별한 것이 있다(MBC) - 수사관(리처드 타이슨)
- 스크림(MBC)
- 위대한 영웅(MBC) - 토니
- 분노의 폭발(MBC)
- 중안조(MBC) - 서문정(윤발)
- 신의 아그네스(MBC)
- 외곬의 길(MBC)
- 죽음의 문(MBC)
- 카라카라(MBC)
- 환영특공(MBC)
- 5번가의 비명(MBC)
- 히틀러의 부활(MBC)
- 코브라(MBC) - 하리웰(발 에이브리)
- 나 홀로 집에 2(SBS) - 삼촌(게리 바만)
- 레드 히트(SBS)
- 에일리언3(SBS) - 아론 (랠프 브라운)
- 그렘린 2(SBS) - 윙 (케에 루크)
- 최후의 탈출(SBS) - 하도이 (하쉬 내이야르)
- 아이언 이글(SBS) - 군인(테리 윌스)
- 스트리트 나이트(SBS) - 크로위(루이스 반 베건)
- 크러쉬(SBS) - 경찰(폴 비탄테)
- 데몰리션 맨(SBS) - 스미더스(마크 콜슨/앙드레 그레고리)
- 총잡이 링고(MBC) - 대령(프란시스코 산즈)
- 언제나 마음은 태양(MBC) - 체육 선생님(사이릴 샤프스)
- 소돔과 고모라(MBC) - 히브리인 노인(프리모 모로니)
- 절망속에 핀 사랑(MBC) - 무전병(스티븐 벌리)
- 예수라 불리는 아이(SBS) - 남성(마우리지오 도나도니)
- 흑인 오르페(MBC) - 관리인(안겐어 디 올리베이라)
- 사랑이 머무는 곳에(MBC) - 하키 코치(레너드 릴리홈)
- 하늘과 땅(MBC) - 스티브의 매부(데일 다이)
- 리썰 웨폰(MBC) - 조슈아(게리 부시)
- 리썰 웨폰 2(MBC) - 팀(딘 노리스)

### 방송
- 스포츠 실화극(MBC) - 해설
- 형사반장(MBC) - 해설
- 명화의 고향(MBC)

## 배우 출연

### 영화
- 장군의 아들(MOVIE) - 1~2편 김동회 역(후시 녹음)
- 창 - 배우로 출연

### 드라마
- 천사의 유혹(SBS) - 주승의 아버지 / 남비서(배우로 출연)
- 그들이 사는 세상(KBS) - 배우로 출연
- 한성별곡(KBS) - 이참판(배우로 출연)
- 주몽(MBC) - 해벌찬(배우로 출연)
- 대왕의 꿈(KBS) - 신성(배우로 출연)
- 독도 수비대(MBC)

## 같이 보기
- 문화방송 성우극회